# Liste der Bodendenkmale in Katlenburg-Lindau
In der Liste der Bodendenkmale in Katlenburg-Lindau sind die Bodendenkmale der niedersächsischen Gemeinde Katlenburg-Lindau aufgeführt. Die Quelle ist der Denkmalatlas Niedersachsen.
- Bitte beachten Sie, dass diese Liste keinen Anspruch auf Vollständigkeit erhebt. Die Angaben ersetzen nicht die rechtsverbindliche Auskunft der zuständigen Denkmalschutzbehörde.
- Der Stand der Liste ist der 4. Februar 2025.

Katlenburg-Lindau im Landkreis Northeim

## Allgemein
In den Spalten finden sich folgende Informationen des Bodendenkmales:
| Lage         | geographische Koordinaten                                                           |
| Bezeichnung  | Bezeichnung lt. Denkmalatlas                                                        |
| Beschreibung | Beschreibung lt. Denkmalatlas                                                       |
| ID           | Objekt-ID                                                                           |
| Bild         | Bild, ggf. zusätzlich mit Link zu weiteren Fotos im Medienarchiv Wikimedia Commons. |

## Berka
| Lage                        | Bezeichnung   | Beschreibung | ID       | Bild |
| --------------------------- | ------------- | --- | -------- | ---- |
| 51° 41′ 42″ N, 10° 7′ 37″ O | Berka 2, Burg | Steinhaus, Turmburg ? Am angegebenen Ort ist eine deutlich erkennbare runde Erhebung von ca. 25 m Dm., die im NW-Bereich stark überpflügt ist. Reste von Befestigungsanlagen sind nicht erkennbar. Auf der Ackeroberfläche zahlreich Bauschutt und Keramik. Der erhöhte Burgplatz ist im Gelände kaum noch zu erkennen. | 34816893 | BW   |

## Elvershausen
| Lage                        | Bezeichnung          | Beschreibung | ID       | Bild |
| --------------------------- | -------------------- | --- | -------- | ---- |
| 51° 42′ 19″ N, 10° 5′ 40″ O | Elvershausen 4, Burg | Turmburg? Im Bereich eines heute als Wiese genutzten Flurstückes von ca. 50 × 50 m Fläche ist ein weitgehend verfüllter quadratischer Graben von etwa 45 m Seitenlänge erkennbar, der eine zentrale ebenerdige Fläche umgibt. Vermutlich der Standort einer abgetragenen kleinen Turmburg mit einer ehemals quadratischen Wall-/Grabenanlage. Nach S besteht ein hervorragender natürlicher Schutz durch den Steilhang zur Rhumeniederung, nach O ist der Plateaurand künstlich versteilt. | 34818444 | BW   |

## Gillersheim
| Lage                        | Bezeichnung              | Beschreibung | ID       | Bild |
| --------------------------- | ------------------------ | --- | -------- | ---- |
| 51° 38′ 55″ N, 10° 4′ 19″ O | Gillersheim 7, Grabhügel | Durchmesser ca. 12 m und Höhe ca. 0,5 m. Ehemals rund. Kuppenmulde. Südl. Hügelbereich zu ca. 1/3 durch Wegebau abgetragen. | 34816749 | BW   |

## Katlenburg-Duhm
| Lage                        | Bezeichnung                        | Beschreibung | ID       | Bild           |
| --------------------------- | ---------------------------------- | --- | -------- | -------------- |
| 51° 40′ 36″ N, 10° 5′ 59″ O | Katlenburg-Duhm 3, Burg Katlenburg | Ursprünglich Höhenburg, seit ca. 1105 Kloster. Von den ehemaligen Befestigungsanlagen ist heute obertägig praktisch nichts mehr erkennbar. Es ist aber zu vermuten, dass die späteren Klostergebäude unter Verwendung des Baumaterials und z.T. auch auf den Fundamenten und Kellergewölben der alten Befestigungswerke entstanden sind. Der heutige Gebäudebestand des im Jahre 1534 säkularisierten Klosters umfasst die evang. Kirche St. Johannes (die ehem. Augustiner (innen)- Klosterkirche), das Pächterhaus der späteren Domäne sowie mehrere Magazin- und Wirtschaftsgebäude. | 34817568 | Weitere Bilder |
| 51° 40′ 31″ N, 10° 9′ 9″ O  | Katlenburg-Duhm 4, Dutburg         | Wallanlage von annähernd rechteckigem Grundriss auf einer Fläche von max. 145 (O-W) × 125 m. Einfacher Wall mit außen vorgelagerter Berme und breitem Graben. Erhalten im W- und NW-Bereich der Anlage mit einer Sohl-Br. von max. ca. 7 m und einer H. von max. 1,5 m (in der NW-Ecke). In der NW-Ecke ist der Graben von einer Erdbrücke für einen schmalen Weg überzogen und der Wall in der Fahrwegbreite geschnitten. Im S und O ist kein Wall mehr feststellbar, möglicherweise hier bei der Anlage der Waldstraße bzw. des Waldweges zerstört worden. Der Außengraben ist im W und N besonders ausgeprägt und gut erhalten. Lichte Br. bis max. 11 m; T. bis max. 3 m. Ungefähr im Zentrum der Wallanlage eine runde Vertiefung von ca. 5 m Dm. und 1 m T., die möglicherweise als Brunnen zu deuten ist. | 34816894 | BW             |

## Lindau
| Lage                       | Bezeichnung                     | Beschreibung | ID       | Bild           |
| -------------------------- | ------------------------------- | --- | -------- | -------------- |
| 51° 39′ 8″ N, 10° 6′ 11″ O | Lindau 1, Grabhügel             | Durchmesser ca. 10 m und Höhe ca. 0,3 m. Annähernd rund. | 34816731 | BW             |
| 51° 39′ 9″ N, 10° 7′ 23″ O | Lindau 16, Burg Lindau, Mushaus | Ehemals Wasserburg. Das als einziges Gebäude der Burg Lindau erhaltene Vorratshaus (Mushaus) diente, nachdem es nicht mehr Amtssitz war, bis ins 19. Jh. als Getreidespeicher. Von 1872 bis 1876 war hier eine Jutegarnspinnerei eingerichtet, bevor es zur Lagerung von Maschinen und zur Unterbringung von Arbeiterinnen genutzt wurde. Von 1943 bis 1969 waren hier Büros und andere Räumlichkeiten verschiedener Institutionen untergebracht. 1961 ging das Mushaus in den Besitz einer Kabelfirma über. Es wird nicht mehr genutzt. Mit seinen vier Stockwerken und drei Speicherböden weist es eine Höhe von 30 m bei einer Grundfläche von 21 × 12 m und einer Mauerstärke von max. 2,30 m auf. | 34816892 | Weitere Bilder |

## Wachenhausen
| Lage                        | Bezeichnung                | Beschreibung | ID       | Bild |
| --------------------------- | -------------------------- | --- | -------- | ---- |
| 51° 39′ 13″ N, 10° 3′ 58″ O | Wachenhausen 6, Grabhügel  | Durchmesser ca. 15 m und Höhe ca. 1,5 m. Rund. Abgesetzter Rand.                                                            | 34819946 | BW   |
| 51° 39′ 13″ N, 10° 4′ 3″ O  | Wachenhausen 7, Grabhügel  | Durchmesser ca. 12 m und Höhe ca. 1 m. Annähernd rund. Im O von Waldpfad angeschnitten, im westl. Randbereich Einkuhlung.   | 34819947 | BW   |
| 51° 39′ 21″ N, 10° 4′ 6″ O  | Wachenhausen 9, Grabhügel  | Durchmesser ca. 8 m und Höhe ca. 0,4 m. Rund.                                                                               | 34820019 | BW   |
| 51° 39′ 22″ N, 10° 4′ 8″ O  | Wachenhausen 10, Grabhügel | Durchmesser ca. 15 m und Höhe ca. 1,2 m. Annähernd rund. Grabungsschnitt von S ins Zentrum mit ca. 1 m tiefen Eingrabungen. | 34820020 | BW   |
| 51° 39′ 20″ N, 10° 4′ 9″ O  | Wachenhausen 11, Grabhügel | Durchmesser ca. 9 m und Höhe ca. 0,8 m. Rund. Rand gut abgesetzt.                                                           | 34820088 | BW   |
| 51° 39′ 11″ N, 10° 3′ 58″ O | Wachenhausen 12, Grabhügel | Durchmesser ca. 7 m und Höhe ca. 0,4 m. Rund.                                                                               | 34820089 | BW   |
| 51° 39′ 29″ N, 10° 4′ 39″ O | Wachenhausen 14, Grabhügel | Durchmesser ca. 12 m und Höhe ca. 0,6 m. Annähernd rund. Einkuhlungen.                                                      | 34820145 | BW   |
| 51° 38′ 55″ N, 10° 4′ 11″ O | Wachenhausen 24, Grabhügel | Durchmesser ca. 20 m und Höhe ca. 1,3 m. Annähernd rund. Große Eingrabung im zentralen Bereich mit Öffnung.                 | 34816540 | BW   |
| 51° 38′ 55″ N, 10° 4′ 12″ O | Wachenhausen 25, Grabhügel | Durchmesser ca. 15 m und Höhe ca. 1,5 m. Annähernd rund. Tiefe Eingrabung von SO bis ins Zentrum.                           | 34816570 | BW   |
| 51° 38′ 56″ N, 10° 4′ 14″ O | Wachenhausen 26, Grabhügel | Durchmesser ca. 16 m und Höhe ca. 1,3 m. Annähernd rund. Eingrabung im Zentrum mit Schnitt nach O.                          | 34816571 | BW   |
| 51° 38′ 56″ N, 10° 4′ 17″ O | Wachenhausen 27, Grabhügel | Durchmesser ca. 14 m und Höhe ca. 1 m. Annähernd rund. Größere Einsenkung im nördl. Bereich.                                | 34816572 | BW   |
| 51° 39′ 3″ N, 10° 4′ 17″ O  | Wachenhausen 33, Grabhügel | Durchmesser ca. 15 m und Höhe ca. 1,3 m. Annähernd rund. Tiefer Einschnitt von S ins Zentrum.                               | 34816648 | BW   |
| 51° 39′ 46″ N, 10° 4′ 16″ O | Wachenhausen 35, Grabhügel | Durchmesser ca. 18 m und Höhe ca. 0,6 m. Annähernd rund. Im südöstl. Bereich weite Einkuhlung.                              | 34816650 | BW   |
| 51° 39′ 46″ N, 10° 4′ 18″ O | Wachenhausen 36, Grabhügel | Durchmesser ca. 16 m und Höhe ca. 0,5 m. Annähernd rund. Im O durch Wegebau angeschnitten.                                  | 34816729 | BW   |
| 51° 39′ 25″ N, 10° 4′ 8″ O  | Wachenhausen 38, Grabhügel | Durchmesser ca. 15 m und Höhe ca. 1 m. Annähernd rund. Grabungsschnitt von S ins Zentrum.                                   | 34816730 | BW   |
| 51° 38′ 55″ N, 10° 4′ 16″ O | Wachenhausen 39, Grabhügel | Größe ca. 10 × 7 m und Höhe ca. 0,5 m. Annähernd oval. NW-SO orientiert.                                                    | 34817985 | BW   |

### Wachenhausen 16
- ID:34820146
- Grabhügelfeld.

| Lage                        | Bezeichnung     | Beschreibung | ID       | Bild |
| --------------------------- | --------------- | --- | -------- | ---- |
| 51° 39′ 39″ N, 10° 4′ 23″ O | Wachenhausen 16 | Durchmesser ca. 16 m und Höhe ca. 1 m. Annähernd rund. Tiefe Eingrabungen von W ins Zentrum sowie im nördl. und südl. Bereich. | 34820147 | BW   |
| 51° 39′ 40″ N, 10° 4′ 21″ O | Wachenhausen 17 | Durchmesser ca. 20 m und Höhe ca. 0,8 m. Annähernd rund. Abgeflachte Kuppe.                                                    | 34820224 | BW   |
| 51° 39′ 41″ N, 10° 4′ 20″ O | Wachenhausen 18 | Durchmesser ca. 15 m und Höhe ca. 0,8 m. Annähernd rund.                                                                       | 34820225 | BW   |
| 51° 39′ 40″ N, 10° 4′ 16″ O | Wachenhausen 19 | Durchmesser ca. 10 m und Höhe ca. 0,5 m. Annähernd rund.                                                                       | 34820226 | BW   |
| 51° 39′ 39″ N, 10° 4′ 18″ O | Wachenhausen 20 | Durchmesser ca. 15 m und Höhe ca. 0,8 m. Annähernd rund. Flache Einkuhlungen.                                                  | 34820343 | BW   |
| 51° 39′ 39″ N, 10° 4′ 15″ O | Wachenhausen 21 | Durchmesser ca. 17 m und Höhe ca. 0,8 m. Annähernd rund. Von N zum Zentrum großer Grabungsschnitt.                             | 34820344 | BW   |
| 51° 39′ 38″ N, 10° 4′ 16″ O | Wachenhausen 22 | Durchmesser ca. 15 m und Höhe ca. 0,5 m. Annähernd rund. Im SO Bereich kleine Eingrabung.                                      | 34820345 | BW   |
| 51° 39′ 38″ N, 10° 4′ 15″ O | Wachenhausen 23 | Durchmesser ca. 15 m und Höhe ca. 0,8 m. Rund.                                                                                 | 34816538 | BW   |